# مايك بونز
مايك بونز (بالإنجليزية: Mike Bones)‏ هو مغن مؤلف أمريكي، ولد في 1980.